# 米点箱鲀
米点箱鲀（学名：Ostracion meleagris），又稱白點箱魨，俗名花木瓜，为輻鰭魚綱魨形目箱鲀科的一種。

## 分布
本魚分布于印度太平洋區，包括東非、南非、馬達加斯加、模里西斯、紅海、塞席爾群島、留尼旺、馬爾地夫、印度、斯里蘭卡、泰國、中國、韓國、日本、台灣、菲律賓、越南、泰國、馬來西亞、印尼、新幾內亞、澳洲、密克羅尼西亞、馬里亞納群島、庫克群島、馬紹爾群島、新喀里多尼亞、薩摩亞群島、東加、萬那杜、法屬波里尼西亞、加拉巴哥群島、夏威夷群島、墨西哥等海域。该物种的模式产地在太平洋南部。

## 深度
水深1至30公尺。

## 特徵
本魚體略呈正立方體，眼小口小，唇厚略突出，魚唇後之體甲前端開口直徑較眼窩長，體長為體高3倍，鱗片特化成骨質盾板的堅硬外殼。幼魚和雌魚體呈均勻的棕色或綠色，上有許多小白點均勻散布；雄魚背部呈黑色，有白色斑點，側面呈藍色，有明亮的黃色條紋和斑點，尾鰭圓形，魚鰭無硬棘，無腹鰭，背鰭軟條9枚；臀鰭軟條9枚，體長可達25公分。

## 生態
本魚棲息於潟湖或珊瑚礁區，性情膽小遲鈍，受驚嚇時體會分泌出毒液，游速慢，屬雜食性，以多毛類動物、海綿、軟體動物、橈腳類與藻類等為食，交配過程中會發出發出持續約6秒的低音嗡嗡聲，產浮游性卵。

## 經濟利用
觀賞性魚類，不供食用。